# Barbara Jones (biegaczka narciarska)
Barbara Jones (ur. 6 stycznia 1977 w Stillwater w stanie Minnesota) – amerykańska biegaczka narciarska. Była uczestniczką Mistrzostw świata w narciarstwie klasycznym w Lahti (2001), a także Zimowych Igrzysk Olimpijskich w Salt Lake City (2002).

## Osiągnięcia

### Igrzyska olimpijskie
| Miejsce | Dzień     | Rok  | Miejscowość    | Konkurencja                            | Czas biegu  | Strata       | Zwyciężczyni      |
| ------- | --------- | ---- | -------------- | -------------------------------------- | ----------- | ------------ | ----------------- |
| 43.     | 9 lutego  | 2002 | Soldier Hollow | 15 km stylem dowolnym (start masowy)   | 45:04,3 min | +5:09,9 min  | Stefania Belmondo |
| 13.     | 21 lutego | 2002 | Soldier Hollow | Sztafeta 4 × 5 km                      | 53:23,4 min | +3:52,8 min  | Niemcy            |
| 35.     | 24 lutego | 2002 | Soldier Hollow | 30 km stylem klasycznym (start masowy) | 1:45:18,7 h | +14:21,6 min | Gabriella Paruzzi |

### Mistrzostwa świata
| Miejsce | Dzień     | Rok  | Miejscowość | Konkurencja             | Czas biegu  | Strata      | Zwyciężczyni |
| ------- | --------- | ---- | ----------- | ----------------------- | ----------- | ----------- | ------------ |
| 56.     | 20 lutego | 2001 | Lahti       | 10 km stylem klasycznym | 31:03,4 min | +4:07,9 min | Bente Skari  |

### Mistrzostwa świata juniorów
| Miejsce | Dzień     | Rok  | Miejscowość | Konkurencja            | Czas biegu  | Strata      | Zwyciężczyni         |
| ------- | --------- | ---- | ----------- | ---------------------- | ----------- | ----------- | -------------------- |
| 53.     | 12 lutego | 1997 | Canmore     | 5 km stylem klasycznym | 17:06,8 min | +2:38,1 min | Kristina Šmigun-Vähi |